# Liguriella
Liguriella is een geslacht van inktvissen uit de familie van de Cranchiidae.

## Soorten
- Liguriella pardus (S. S. Berry, 1916)
- Liguriella podophthalma Issel, 1908